# 愛の嗚咽

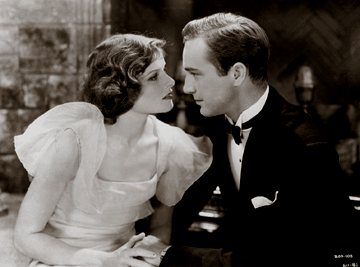
キャサリン・ヘプバーン（左）とデヴィッド・マナーズ

『愛の嗚咽』（あいのおえつ、原題・英語: A Bill of Divorcement）は、1932年に製作・公開されたアメリカ合衆国の映画である。クレメンス・デーンによる1921年の戯曲の映画化であり、ジョージ・キューカーが監督、ジョン・バリモアが主演した。
キャサリン・ヘプバーンの映画デビュー作である。

## キャスト
- ヒラリー・フェアフィールド：ジョン・バリモア
- メグ（ヒラリーの妻）：ビリー・バーク
- キット・ハンフリーズ：デヴィッド・マナーズ
- シドニー（ヒラリーの娘）：キャサリン・ヘプバーン

## スタッフ
- 監督：ジョージ・キューカー
- 製作総指揮：デヴィッド・O・セルズニック
- 脚色：ハワード・エスタブルック、ハリー・ワグスタッフ・グリッブル
- 音楽：マックス・スタイナー
- 撮影：シドニー・ヒコックス
- 編集：アーサー・ロバーツ
- 美術：キャロル・クラーク
- 衣裳：ジョゼット・ド・リマ